# Arrivederci, papà!
Arrivederci, papà!  è un film del 1948 diretto da Camillo Mastrocinque

## Trama
Un musicista non riesce a far apprezzare la propria musica mentre le sue doti di cantante, che lui è solito non considerare, vengono ben viste da tutti. È una persona molto sensibile ma al tempo stesso parecchio timorosa nel relazionarsi con l'altro sesso. Un amico lo incoraggia a non perdere la speranza, dicendogli che troverà la sua compagna quando i suoi figli, già esistenti nella mente di Dio, sceglieranno quella che dovrà essere la loro madre; da ciò scaturiscono una serie di vicissitudini che porterà il protagonista ad incontrarsi con la futura moglie.